# Gnamptonyx innexa
Gnamptonyx innexa är en fjärilsart som beskrevs av Walker 1858. Gnamptonyx innexa ingår i släktet Gnamptonyx och familjen nattflyn. Inga underarter finns listade i Catalogue of Life.